# Conus tulipa
Conus tulipa és una espècie de gastròpode marí de la família Conidae. És una de les espècies més verinoses. Disposa de com 24 punxes verinoses. Un ésser humà si ha estat afectat per un Conus tulipa, pot morir en un temps de 2 a 6 hores,(el temps dependrà de la quantitat de verí). De dia estan sota la sorra, i només surten de nit per buscar menjar. Es distribueix per Madagascar, Maurici i Tanzània